# Demolition Man (альбом)
| Оценки критиков               | Оценки критиков |
| Источник                      | Оценка          |
| ----------------------------- | --------------- |
| AllMusic                      | [ 1 ]           |
| Entertainment Weekly          | C               |
| The Rolling Stone Album Guide | [ 3 ]           |

Demolition Man — мини-альбом британского рок-музыканта Стинга, был издан осенью 1993 года на лейбле A&M Records. Помимо заглавного трека перезаписанного для кинофильма «Разрушитель» (оригинал группы The Police), альбом содержит несколько концертных треков, которые были записаны вилле Манин в Кодройпо, 25 июля 1993 года. Сингловое издание «Demolition Man» содержит два варианта этой песни, а также два концертных трека. На родине музыканта сингл добрался до 21-й строчки в UK Singles Chart.
Сайт AllMusic низко оценил американскую версию EP, отмечая, что розничная цена в 10$ (почти столько же, сколько стоили большинство полноформатных альбомов в то время) значительно завышена для столь непримечательной записи.

## Список композиций
США EP (31454 0162 2) / Международный (Европа) EP (540 162-2)
1. «Demolition Man» (Стинг) — 5:27
2. «King of Pain» (Live) (Стинг) — 7:21
3. «Shape of My Heart» (Live) (Стинг, Доминик Миллер) — 4:32
4. «Love Is Stronger Than Justice» (The Munificent Seven) (Live) (Стинг) — 7:29
5. «It's Probably Me» (Live) (Эрик Клэптон, Майкл Кэймен, Стинг) — 6:18
6. «A Day in the Life» (Live) (Джон Леннон, Пол Маккартни) — 4:06

Сингл (Великобритания) (580 453-2)
1. «Demolition Man» (Soulpower Mix Edit) (Стинг) — 3:40
2. «Demolition Man» (Film Version) (Стинг) — 5:27
3. «It’s Probably Me» (Live) (Клэптон, Кэймен, Стинг) — 6:18
4. «A Day in the Life» (Live) (Леннон, Маккартни) — 4:06

## Участники записи
- Стинг — вокал, гитара
- Доминик Миллер — гитара
- Марк Эген[англ.] — бас-гитара
- Дэвид Сэншес[англ.] — клавишные
- Винни Колаюта — ударные
- Эрик Маршалл[англ.] — гитары
- Баш Башнелл — бас-гитара
- Энн Беннетт Несби — бэк-вокал
- Джамейсия Беннетт — бэк-вокал
- Коур Коттон — бэк-вокал
- Ширли Мэри Грэхам — бэк-вокал